# Lasanga Island
Lasanga Island (in der deutschen Kolonialzeit zumeist Longuerueinsel, manchmal auch Lassanga oder Saddleinsel genannt) ist eine Insel, die zur Morobe Province von Papua-Neuguinea gehört. Die Insel liegt im Süden des Huon-Golfs und gehört zu den Longuerue-Inseln (englisch: Longuerue Islands), einer Kette von Inseln, die der Küste der Provinz nördlich vorgelagert sind. Lasanga Island ist die größte dieser Inseln.

## Geographie
Die Insel liegt in der Salomonensee. Wie ihre Nachbarinseln ist sie durch den südlich der Insel verlaufenden Royle Channel von Neuguinea getrennt. An der längsten Stelle ist sie etwa fünf Kilometer lang und etwa vier Kilometer breit und überwiegend von Flachland und andesitischen Erhebungen sowie von Korallenkalken geprägt.
Die Insel weist eine sattelförmige Erhebung auf, deren Spitzen im Osten und Westen liegen. Die höchste Erhebung misst 283 Meter. Die Insel hat drei größere Buchten, jeweils eine an der Nord-, Ost- und Südküste. Zwei kleinere Inseln, Surgurd Island im Südosten und Zumbale Island im Norden, liegen in unmittelbarer Nachbarschaft der Insel. In weiterer Entfernung schließen sich südöstlich die die Fly Islands an.

## Geschichte
Die Insel wurde 1793 von d’Entrecasteaux entdeckt. Ende des 19. Jahrhunderts war die Insel Teil der Deutschen Schutzgebiete in der Südsee.
Während des Ersten Weltkriegs wurde das Gebiet 1914 von Australien übernommen und war Teil des australischen Verwaltungsmandats für den gesamten Bismarck-Archipel durch den Völkerbund und nach dessen Auflösung durch die Vereinten Nationen. In den 1920er Jahren war die Insel unbewohnt.
Im Zweiten Weltkrieg wurde die Umgebung der Insel ab Dezember 1942 von Japan besetzt. 1949 fiel das Gebiet wieder an das australische Verwaltungsmandat, bis Papua-Neuguinea 1975 unabhängig wurde.